# スラヴァ級ミサイル巡洋艦
スラヴァ級ミサイル巡洋艦（スラヴァきゅうミサイルじゅんようかん）は、ソ連海軍のために建造されたミサイル巡洋艦の艦級。ソ連海軍での正式名は1164型ミサイル巡洋艦（ロシア語: Ракетный крейсер проекта 1164）、計画名は「アトラント」（露: «Атлант»、アトラースの意）であった。
それまで対潜戦を重視していたソ連海軍にとって、58型（キンダ型）および1134型（クレスタI型）以来久しぶりとなる対水上戦重視のミサイル巡洋艦であり、より大型の1144.1型ミサイル巡洋艦（キーロフ級）とともに、その強力な防空力・打撃力によって、仮想敵の空母機動部隊への対抗兵力の一翼を担うよう構想された。

## 来歴
1971年、海軍総司令官セルゲイ・ゴルシコフ元帥は、当時建造が進められていた1134B型大型対潜艦（カーラ型）をもとに、その主兵装であったURPK-3「メテル」対潜ミサイル・システム（NATO名: SS-N-14）をP-500「バザーリト」艦対艦ミサイル（NATO名: SS-N-12）に転換した打撃巡洋艦の設計を提案した。ゴルシコフ案では船体を排水量にして2,700トン拡大する必要があるなど、いくつかの問題が指摘されたが、その構想そのものは高く評価され、1972年4月20日、ソ連政府直轄の軍事産業管理委員会は、1134B型の近代化ではなく新設計によるミサイル艦の開発を指示した。これによって開発されたのが本級である。
これを受けて第53設計局は予備設計作業に着手、10月には海軍より戦術・技術規則が提示された。主任設計官は当初はルブツォフ設計官、戦術・技術規則提示後はペリコフ局長、1979年以後はムフチヒン次長とされた。1973年には原案が政府の承認を受け、1974年8月には技術案が承認された。しかし当時、本級の建造に当たる予定だったムィコラーイウの第445造船所では依然として1134B型（カーラ型）の建造が続いており、また本級に搭載予定であった新装備の開発も遅延していたことから、1番艦の起工は1976年まで延期された。

## 設計
上記の経緯より、本級の設計は多くの面で1134B型（カーラ型）をベースとしている。このため、海軍中央研究所では、時間と経費の節減のため模型試験を省略したが、これがのちに速力に悪影響を及ぼし、32ノットが速力限界となってしまった。
主機関は、基本的には1134B型と同じCOGAG構成とされている。ただし艦型が拡大していることから構成機種は大きく異なっており、両舷2軸の推進器に対して、巡航機としてM70ガスタービンエンジン（単機出力10,000 hp (7,500 kW)）が各1基、加速機としてM8KFガスタービンエンジン（単機出力27,500 hp (20,500 kW)）が各2基、それぞれ接続されていた。また燃費向上のため、巡航機の排熱を再利用して駆動する補助蒸気タービン機関（単機出力8,000 hp (6,000 kW)）が搭載され、COGASAGとも称するべきハイブリッド方式となっていることは、本級の主機関の大きな特徴である。これにより航続距離は1134B型と比しても延伸されているが、一方でその複雑さゆえに整備性は低下し、またガスタービンを含む関連機器の多くがウクライナ製であったこともあり、ソビエト連邦の崩壊に伴いウクライナが分離独立したあとは、整備面の問題が特に大きくなっている。

## 装備
当初、軍事産業管理委員会によって規定された主要任務は下記のとおりであった。
1. 遠洋における各種艦隊および対潜掃討群の掩護
2. 仮想敵の空母機動部隊および大型艦の殲滅

### センサー
長距離捜索用の3次元レーダーとしては、1134A型（クレスタII型）以来のMR-600「ヴォスホード」（NATO名「トップ・セイル」）とMR-500「クリーバー」(NATOコード「ビッグ・ネット」)二次元長距離対空レーダーを組み合わせたMR-800(NATOコード「トップ・ペア」)を採用した。一方、副レーダーとしては、従来採用されてきたアンガラー・シリーズに代えて、新型のMR-710「フレガート-M」（NATO名「トップ・プレート」）が搭載されており、また3番艦以降ではさらに改良型のMR-750「フレガート-MA」に更新された。これらは1143型重航空巡洋艦（キエフ級）や1144型重原子力ミサイル巡洋艦（キーロフ級）と同系列の装備でもあった。
一方ソナーとしては、当初、低周波を使用する強力な統合ソナー・システムであるMG-355「ポリノム」（艦首装備および可変深度式の統合システム; NATO名「ホース・ジョー」および「ホース・テール」）の搭載が検討されていた。ただし本級では対潜ミサイルが搭載されないことから、対潜火力に対して過剰性能であり、同システムを搭載すると排水量が1,500トンも増加することもあって、結局は、より小型の中周波ソナーであるMG-335「プラーチナ」（NATO名「ブル・ホーン」）と、1134B型で採用された可変深度式のMG-325「ヴェガ」（NATO名「メア・テール」）を組み合わせて搭載することとなった。ただし「プラーチナ」の平均探知距離は15kmに過ぎなかったことから、当初構想されていた対潜掃討群のセンサーとしての役割は断念せざるをえなかった。

### 武器システム
上記の経緯より、この時期のソ連海軍大型水上艦の多くが対潜兵器を主兵装とした大型対潜艦（BPK）であったのに対し、本級は58型（キンダ型）および1134型（クレスタI型）以来の対水上戦重視の対艦ミサイル巡洋艦となっている。当時建造が計画されていた1144型原子力ミサイル重巡洋艦1隻と本級2隻で、ミサイルによる防空力・打撃力を備えたミサイル巡洋艦攻撃隊を組織し、949型（オスカー型）巡航ミサイル原潜攻撃隊と連携して、仮想敵の空母機動部隊に対抗する構想とされていた。
そのための主兵装として搭載されたのが、550kmの長大な射程を誇る超音速艦対艦ミサイルであるP-500「バザーリト」（NATO名: SS-N-12「サンドボックス」）であり、これは連装のSM-248型発射機に収容されて、上部構造物の両脇に各舷4基ずつの計16発が配置された。計画着手当初は搭載数は8発とされる予定であったが、1972年に海軍総司令官ゴルシコフ元帥が原案を検討した際に斉射数を8発とするよう指示したことから倍増したという経緯がある。また3番艦以降では、射程700kmと更に長射程化されたP-1000「ヴルカーン」に更新され、1・2番艦でものちに発射筒改装の上でその運用に対応した。これらは最大マッハ2という高速を発揮でき、またその長射程を活かすため、偵察衛星や偵察機、レーダー基地なども包括したウスペク型（のちにレゲンダ型）と呼ばれる総合誘導システムと連接されていたほか、ある程度の自律性も備えており、1斉射8発を発射すると、うち1発が長機として比較的高い高度を飛翔して索敵し、低高度を飛翔する他のミサイルに対しデータリンクで目標情報を伝達することになっていた。
一方、対空兵器としては、新型の艦隊防空ミサイル・システムであるS-300F「フォールト」（NATO名: SA-N-6「グランブル」）が搭載された。これは1134BF型「アゾフ」において試験を受けていたものであり、従来の1134B型に搭載されていたM-11「シュトルム」と比して、射程・同時多目標交戦性能ともに大幅に増強されている。特にその3R41型射撃指揮装置は高く評価されており、同時に12の目標を追尾し、うち6目標を攻撃できる多機能レーダーとなっている。その性能から、3R41型を3基固定装備すれば、長距離捜索レーダーも3次元レーダーも不要であるとも言われているが、調達とシステム統合の問題から、1基のみの搭載となっている。なおミサイル発射機はVLS化されており、8発入りのドラム式発射装置が8基搭載される。また縦深的な防空火網を構築するため、さらに4K33「オサーMA」個艦防空ミサイルの連装発射機も2基搭載される。
なお両用砲としては、原案の時点ではAK-100 100mm単装速射砲を2基、前甲板に背負式に装備する予定であったが、1972年にゴルシコフ元帥がP-500の搭載数を倍増した際、あわせてAK-130 130mm連装速射砲 1基に変更するよう指示された。これにより1発あたりの投射火力は増大したものの、搭載弾数と射界は限定的なものとなってしまった。

### 近代化
2015年以降、ロシア海軍のスラヴァ級はすべて近代化される予定で、兵装と通信システムを更新する近代化改装後10-15年程度は現役に留まるとされていたが、2022年現在2番艦マーシャル・ウスチーノフのみに実施されている。
改修内容は通信および航海機材、レーダーの換装（MR-600「ヴォスホード」とMR-710「フレガート-M」からMR-650「ポドヴェレゾヴィク」と「フレガート-M2M」）、新しいミサイルの装備である。

## 同型艦一覧
1164型4隻が建造され、続いて改良型の11641型5隻の建造が計画されたものの、ソビエト連邦の崩壊に伴い、その1番艦「ロシア」が起工された段階で計画中止となり、同艦も解体された。
| #    | 艦名                                             | 起工           | 進水           | 竣工 | 配属 | その後 |
| ---- | ------------------------------------------------ | -------------- | -------------- | --- | --- | --- |
| 2008 | スラヴァ «Слава»                                 | 1976年 11月6日 | 1979年 7月27日 | 1982年 12月30日 | 黒海艦隊 | 1995年 5月「モスクワ」（«Москва»）に改名。 2022年4月14日、ロシアのウクライナ侵攻中損傷・沈没。                                                                             |
| 2009 | アドミラル・フロタ・ロボフ «Адмирал флота Лобов» | 1978年 10月5日 | 1982年 2月25日 | 1986年 9月15日 | 北方艦隊 | 1986年11月、「マーシャル・ウスチノフ」（«Маршал Устинов»）に改名。 |
| 2010 | チェルヴォナ・ウクライナ «Червона Украина»       | 1979年 7月31日 | 1983年 8月28日 | 1989年 12月25日 | 太平洋艦隊 | 1995年12月「ヴァリャーク」（«Варяг»）に改名。 |
| 2011 | コムソモーレツ «Комсомолец»                      | 1984年 8月29日 | 1990年 8月11日 | 1985年3月「アドミラル・フロタ・ロボフ」と改名。 ソビエト連邦の崩壊に伴い完成度80％でウクライナに移譲、「ウクライナ」（«Україна»）に改名。 2021年現在も未完成のまま係留中。 | 1985年3月「アドミラル・フロタ・ロボフ」と改名。 ソビエト連邦の崩壊に伴い完成度80％でウクライナに移譲、「ウクライナ」（«Україна»）に改名。 2021年現在も未完成のまま係留中。 | 1985年3月「アドミラル・フロタ・ロボフ」と改名。 ソビエト連邦の崩壊に伴い完成度80％でウクライナに移譲、「ウクライナ」（«Україна»）に改名。 2021年現在も未完成のまま係留中。 |

## 登場作品

### 映画
『バイオハザードV リトリビューション』
同型艦が多数登場。アンブレラ社のバイオハザード実験施設の近くに氷漬けされた状態で放置されており、何隻かは沈みかけていたり、艤装を海氷上に散らばらせている。

### ゲーム
『エースコンバット7 スカイズ・アンノウン』
エルジア王国海軍の巡洋艦として登場。主力艦隊であるニヨルド艦隊所属艦のうち一隻は「スカジ」という艦名が与えられており、その他にもアンカーヘッド停泊艦隊構成艦として「エリス」「エイレネ」などが登場する。
『コール オブ デューティシリーズ』
『CoD:MW3』
ロシア海軍所属艦がマンハッタン島沖に展開し、アメリカ海軍と交戦しているのが確認できる。
『CoD:BO2』
架空の米空母「バラク・オバマ」の周辺を航行しており、うち何隻かは撃沈されている。
『CoD:G』
連邦軍の所属艦として登場。キャンペーン「Homecoming」のロード画面で何隻かが確認でき、アメリカ軍のいるロサンゼルスに艦砲射撃と機銃掃射を行っている。その前のキャンペーン「Brave New World」にも数隻がロサンゼルス沖に遊弋しているが、主砲のAK-130を搭載しておらず、しかも何故かアメリカ海軍艦となっている。
『Modern Warships』
プレイヤーが操作できる艦艇として「ヴァリャーグ」が登場。

### 小説
『征途』
日本人民民主主義共和国（北日本）赤衛艦隊所属艦として、ロシアから購入された架空艦「独立」が登場。ソビエツキー・ソユーズ級戦艦「解放」、アドミラル・クズネツォフ級航空母艦「統一」（旧ワリヤーグ）、キーロフ級ミサイル巡洋艦「栄光」等とともに南日本の海上自衛隊第二機動任務群第八護衛隊に対し、対艦ミサイルによる飽和攻撃を行うが全弾迎撃され、逆に海自側からの対艦ミサイル攻撃がS-300F用のVLSに命中し誘爆、船体が真っ二つに割れて轟沈した。